# Theodorico Netto
Theodorico Bezerra Netto (Santa Cruz, 29 de julho de 1961) é um empresário e político brasileiro filiado ao Partido Comunista do Brasil (PCdoB). Foi prefeito de Tangará entre 1989 e 1992 e senador pelo Rio Grande do Norte.
Segundo suplente do mandato de Fátima Bezerra, tornou-se senador pelo Rio Grande do Norte por cinco dias, na vaga de deixada por Jean Paul Prates, o primeiro suplente, que assumiu o comando da Petrobras no Governo Lula.